# Море, сокол пие
„Мо̀ре, сокол пие“ е българска народна песен от Македонската фолклорна област. В песента лирическият герой пита един сокол дали не е видял юнак да преминава от там. Песента е свързана с българските освободителни борби в Македония.
Първата изпълнителка на песента е видната българска певица Наста Павлова. Нейният запис е от 1940 година. След това песента е записана от Мария Кокарешкова и Василка Иванова. След тях е направен стерео запис от певеца Любен Божков. Сред другите изпълнители на песента са Костадин Гугов, Александър Сариевски, Никола Бадев, Слави Трифонов, Володя Стоянов и група „Епизод“. Песента е включена и в множество компилации с българско песенно народно творчество.